# تغییرات اپی ژنتیکی و رشدی پیامدهای علمی و اخلاقی برای IVF در انسان

## تغییرات اپی ژنتیکی و رشدی پیامدهای علمی و اخلاقی برای IVF در انسان

### مقدمه
انسان ها این ظرفیت را دارند که محیط زیست را اصلاح کنند و از این طریق بر رشد و بقای گونه های جانوری و انسان تأثیر بگذارند. درپی آن، یکی از موضوعاتی که اهمیت روزافزونی پیدا کرده است، تأثیرات تغییرات محیطی در مراحل اولیه رشد پستانداران  است، که به ویژه در برابر تغییرات محیطی آسیب پذیر هستند.در سال 1999 بارکر و همکارانش ارتباط سوء تغذیه مادر در دوران بارداری و خطر ابتلا به برخی بیماری ها در بزرگسالی را که شامل خطر بیشتر بیماری عروق کرونر، فشار خون بالا، دیابت نوع دو، سندرم متابولیک و موارد دیگر شرح داده است. فراتر از این کشف منشاء توسعه سلامت و بیماری DO Had نامگذاری شد. پس از آن فرض کردند که این اثر می تواند در جنین قبل از لانه گزینی نیز رخ دهد. این موضوع بر روی موش‌ها تأیید شد که نشان داد سوء تغذیه و رژیم کم‌پروتئینی که فقط در مرحله قبل از لانه گزینی انجام می‌شد منجر به تغییر رشد مانند وزن کم هنگام تولد و فشار خون غیرطبیعی می‌شود .این اطلاعات برای تحریک تحقیقات در مورد تأثیر فناوری‌های کمک باروری (ART) بر توسعه و برنامه‌ریزی مجدد اپی ژنتیک در قبل از لانه گزینی بسیار مهم بودند.

### زمینه
وادینگتون  در پی کشف قوانین وراثت ژنتیک و برجسته کردن اهمیت توسعه تاکید کرد که دانش زیادی در مورد مکانیسم های توسعه وجود ندارد. او این فرآیند را اپی ژنتیک نامید، که اکنون به عنوان شرایطی شناخته می شود که بیان ژن هایی را کنترل می کند که به شدت تحت تأثیر محیط هستند. یک تعریف دقیق تر این است: "مطالعه تغییرات در عملکرد ژن که از نظر میتوز و/یا میوتیک قابل ارث هستند و مستلزم تغییر در توالی DNA نیستند".اپی ژنتیک نشان داده است که رشد طبیعی تنها به یک ژنوم سالم بستگی ندارد. برنامه ریزی مجدد اپی ژنتیکی مهمی در طول گامتوژنز و دوره قبل از لانه گزینی جنین وجود دارد، به ویژه در ژن های نقشه گذاری شده، که با منشاء والدین آنها تعریف می شود.
برخی از مکانیسم های اپی ژنتیک شناخته شده امروز عبارتند از: متیلاسیون سیتوزین-آدنین. تغییرات هیستون و کنترلی که microRNA های مختلف بر بیان ژن دارند.امروزه، اطلاعات زیادی، عمدتاً از مطالعات حیوانی، در مورد تغییرات بالقوه ای که می تواند در جنین های تولید شده از طریق لقاح آزمایشگاهی (IVF) به دلیل دستکاری و شرایط محیطی مصنوعی مرتبط با این تکنیک ها رخ دهد، وجود دارد. کشف شده است که فرآیندها و تکنیک های مختلف مرتبط با IVF می تواند برنامه ریزی مجدد اپی ژنتیکی گامت ها، جنین ها و رشد طبیعی پستانداران را مختل کند.
1.تخمک گذاری و بلوغ آزمایشگاهی (IVM) گامت ها.2. تکنیک لقاح: ICSI در مقابل IVF.  3.کشت جنین.
4. دستکاری جنین: ژنتیکی قبل از لانه گزینی تشخیص و انتقال جنین. 5.سیگنال دهی مادر به جنین در طول دوره قبل از لانه گزینی
هدف از این بررسی، به روز رسانی اطلاعات موجود در حال حاضر ارائه شده توسط مطالعات حیوانی است که تغییرات فرزندان در مشخصات اپی ژنتیک، رشد، بقا و فنوتیپ مرتبط با محیط مصنوعی که در آن IVF انجام می شود را بررسی می کند.تخمک گذاری و بلوغ آزمایشگاهی (IVM) گامت ها ، تکنیک هایی هستند که برای افزایش تعداد تخمک های تولید شده در تخمدان زنان استفاده می شوند. تخمدان با هورمون ها تحریک می شود تا تعداد بیشتری تخمک تولید شود. این تخمک ها معمولا نابالغ هستند و باید در شرایط آزمایشگاهی بالغ شوند. مطالعات اخیر نشان داده است که تخمک گذاری فوق العاده می تواند منجر به اختلالات اپی ژنتیکی در تخمک ها و جنین ها شود که می تواند بر رشد آنها تأثیر بگذارد. به طور خاص، تغییراتی در نقش ژنومی ژن‌های خاصی مانند Peg1، Kcnq1ot1، Zac، و H19 در تخم‌های به‌دست‌آمده از طریق تخمک‌گذاری در مقایسه با تخمک‌های حاصل از تخمک‌گذاری طبیعی وجود دارد. میزان این تغییرات تحت تأثیر دوز هورمونی مورد استفاده در طی عمل باشد.
علاوه بر اثر تخمک گذاری، بلوغ آزمایشگاهی تخمک ها با تغییرات اپی ژنتیکی مرتبط است. یک مطالعه وضعیت متیلاسیون DNA ژن های H19، Mest /Peg1 و Igf2R را در طول بلوغ آزمایشگاهی تخمک های موش از فولیکول های پره آنترال بررسی کرد. نتایج نشان داد که در مقایسه با تخمک‌های جدا شده از تخمدان‌های موش، تخمک‌های وزیکول ژرمینال پس از بلوغ آزمایشگاهی کاهش متیلاسیون در جایگاه‌های Igf2R و Mest/Peg1 و افزایش متیلاسیون در جایگاه H19 را نشان دادند. تغییرات اپی ژنتیکی با کشت اسپرم مرتبط نبوده است، احتمالاً به این دلیل که اسپرم اپیدیدیم برخلاف بلوغ تخمک قبلاً تحت برنامه ریزی مجدد اپی ژنتیکی قرار گرفته است. با این حال، تغییرات اپی ژنتیکی اسپرم با ناباروری مردانه در موش ، خوک  و انسان  مرتبط است. پس از آزمایش‌های حیوانی، اسپرم‌ها در مراحل مختلف بلوغ در انسان مورد استفاده قرار گرفته‌اند که منجر به نتایج متناقض و نرخ حاملگی پایین می‌شود. بلوغ در شرایط آزمایشگاهی اسپرم نیز مورد بررسی قرار گرفته است، اما با نتایج بسیار ضعیف. علاوه بر این، اگر نمونه اسپرم برای مدت طولانی ذخیره شود، ممکن است آسیب بیشتری به دلیل تکه تکه شدن DNA ناشی از آزادسازی نوکلئاز وارد شود. 
فرآیند لقاح را می توان از طریق دو روش مختلف انجام داد: ICSI و IVF. محققان شواهدی یافته اند که نشان می دهد تکنیک IVF خاص به کار گرفته شده می تواند بر برنامه ریزی مجدد اپی ژنتیک و توسعه بعدی تأثیر بگذارد .در حالی که IVF معمولی شامل انتخاب گامت ها و جنین های با کیفیت بالاتر است، روش رایج و مقرون به صرفه تر مورد استفاده در انسان ICSI است.
ICSIیا تزریق داخل سیتوپلاسمی اسپرم نام دارد که مدل های حیوانی برای این تکنیک نامناسب تلقی شدند زیرا رویدادهای فیزیولوژیکی مختلف مانند انتخاب طبیعی اسپرم لقاح دهنده، ظرفیت اسپرم، واکنش آکروزومیک و همجوشی غشایی را دور می زند. اثرات ICSI در انسان به طور گسترده مورد مطالعه قرار گرفته است، از جمله عواملی مانند درصد لانه گزینی، تولد زنده، بروز ناهنجاری ها و اختلالات رشدی. با این حال، تحقیقات به طور خاص در مورد اثرات اپی ژنتیکی به دلایل اخلاقی در انسان انجام نشده است، که اهمیت مطالعات حیوانی را برجسته می کند. و همچنین IVF و ICSI، با خطاهای اپی ژنتیکی مرتبط هستند که عمدتاً مربوط به تغییرات در متیلاسیون DNA است که با استفاده از یک آنتی‌بادی 5-متیل سیتوزین (5MeC).آن را بررسی موش های تولید شده توسط ICSI در مقایسه با موش هایی که توسط IVF معمولی تولید می شوند، دارای اختلالات رونوشت طولانی مدت هستند، همراه با بی‌نظمی‌های کروماتین در سطح ژنوم در جنین‌های تولید شده از طریق IVF یا ICSI. وهمچنین مشاهده شده است که تکه تکه شدن DNA با رشد، سلامت و رفتار غیر طبیعی در فرزندان موش تولید شده توسط ICSI مرتبط است در نتیجه، تلاش زیادی برای انتخاب اسپرم با DNA تکه تکه نشده برای بهبود نتایج انجام می شود. به طور خلاصه، ICSI یک فناوری با راندمان پایین و تغییرات اپی ژنتیکی بیشتر در حیوانات در مقایسه با IVF معمولی است. بنابراین کاربرد آن در حیوانات به اندازه انسانها گسترده نیست .
IVF, ICSI   یا کشت جنین به معنای قرار گرفتن در معرض ظروف پلاستیکی است که مطالعات مختلف نشت زنواستروژن‌ها، فتالات‌ها و پلیمرهای پلاستیکی را نشان می دهد. از آنجایی که بسیاری از مطالعات in vivo و in vitro نشان داده اند که این ترکیبات تغییرات اپی ژنتیکی مانند متیلاسیون سیتوزین و/یا استیلاسیون هیستون را القا می کنند ،قرار گرفتن گامت ها و جنین ها در معرض ظروف پلاستیکی در طول دستکاری آزمایشگاهی ممکن است ناهنجاری های اپی ژنتیکی را ایجاد کند.
کشت جنین بخشی ضروری از کشت آزمایشگاهی (IVC) است و نقش مهمی در برنامه ریزی مجدد اپی ژنتیکی و رشد جنین های حیوانی تولید شده توسط IVF ایفا می کند. برخلاف برخی عوامل دیگر که در بالا ذکر شد، IVC یک فرآیند اجباری برای IVF است. تاثیر محیط کشت بر برنامه ریزی مجدد اپی ژنتیکی قبل از لانه گزینی و رشد اولیه جنین به طور فزاینده ای شناخته شده است. اثرات اولیه مرتبط با کشت جنین آزمایشگاهی شامل نرخ پایین لانه گزینی، اختلال در سرعت رشد، کیفیت جنین و رشد تروفوبلاست، و همچنین برنامه ریزی مجدد اپی ژنتیکی غیرطبیعی قبل از لانه گزینی است و علاوه بر آن تفاوت هایی در الگوهای mRNA و سرعت رشد بین جنین های in vitro و in vivoوجود دارد. این الگوی اپی ژنتیکی می تواند به عنوان سیستمی برای انتخاب جنین های با کیفیت بهتر عمل کند.
در برخی موارد، این تغییرات با تغییرات اپی ژنتیکی در دوره قبل از لانه گزینی، به ویژه ژن های حک شده که نقش کلیدی در رشد جنین و جفت دارند، همراه بوده است.مطالعات اخیر این را نشان می‌دهند که انحرافات سلولی در جفت و جنین با تغییرات بیان ژن و ارتباط انحرافات اپی ژنتیک با متابولیسم گلوکز و رشد جنین در موش‌ها مرتبط است .این می تواند نقش مهمی را که ژن های حک شده در رشد و تکامل جنین و بزرگسال دارند تحت تاثیر قرار دهد. ناهنجاری های جفت و میزان مرگ و میر بیشتر نیز گزارش شده است.
اثر اختلال در تغذیه توسط رژیم غذایی مادر و کشت آزمایشگاهی با تغییرات تکاملی و متابولیکی مرتبط است. تغییرات خاص در متابولیسم گلوکز نیز بین جنین‌های نر و ماده متفاوت است. که نمونه آن رشد غیرعادی ماهیچه های اسکلتی در جنین گاو مرتبط با کاهش بیان mRNA برای میوستاتین در جنین های تولید شده در شرایط آزمایشگاهی در مقایسه با in vivo است. این ناهنجاری ها نه در دوره لانه گزینی، بلکه در مراحل بعدی رشد تشخیص داده می شوند.
بعد ها مشاهده کردند که نشخوارکنندگانی که از طریق IVF متولد می‌شوند دارای اندازه‌های غیرعادی بزرگ و احشایی هستند. اولین و مهم ترین تغییر در فنوتیپ در حیوانات تولید شده توسط IVF، وقوع سندرم فرزندان بزرگ (LOS) است. LOSبا اندازه بزرگ تولد، ناهنجاری‌های شدید در اندام‌های مختلف (به ویژه احشای احشایی) ، و تغییرات متابولیک، به‌ویژه در سیستم گلوکز-انسولین مشخص می‌شود. که تغییرات اپی ژنتیکی در LOS بسیار شبیه تغییرات موجود در BWS است. شباهت بین این سندرم ها به روشن شدن تغییرات اپی ژنتیک در BWS کمک کرده است. در واقع، یک مطالعه نشان داد که LOS عدم وجود متیلاسیون در آلل مادری در جایگاه KvDMR1 را نشان می‌دهد که یک مشخصه مولکولی اصلی BWS است.
تاثیر محیط کشت بر نتیجه ART یک محدودیت عمده برای این تکنیک ها در گونه های پستانداران است. بنابراین ابتدا توجه ویژه ای به جستجو برای بهترین شرایط محیط کشت شده است که بتواند اثرات مضر آن را بر برنامه ریزی و توسعه مجدد اپی ژنتیک به حداقل برساند.و در مرحله دوم تحقیق در مورد چگونگی تشخیص تغییرات عمده در مشخصات اپی ژنتیکی جنین های پستانداران تولید شده توسط IVF است.
غلظت اکسیژن در مجرای تخمک از 1 تا 9 درصد متغیر است. این مربوط به کشش اکسیژن تقریباً 11-60 میلی متر جیوه است. کشت جنین در غلظت‌های بالای اکسیژن مانع از رشد بلاستوسیست، تعداد سلول‌ها و متابولیسم جنین در گونه‌های مختلف می‌شود. غلظت اکسیژن اتمسفر با افزایش گونه های اکسیژن فعال (ROS) در مقایسه با کشت با اکسیژن 5 درصد همراه است. ROS می تواند بر سنتز پروتئین و عملکرد و همچنین لیپیدها تأثیر بگذارد و بر ثبات غشای سلولی تأثیر بگذارد و باعث آسیب DNA شود. تشخیص ژنتیکی قبل از لانه گزینی(PGD) که وضعیت ژنتیکی جنین قبل از لانه گزینی را بررسی میکند. برای انجام این روش یک یا دو بلاستومر استخراج و از نظر ژنتیکی تجزیه و تحلیل می شود.اثرات بیوپسی بلاستومر بر متابولیسم استروئید در موش بررسی شد نتایج نشان داد که موش‌هایی که پس از این روش متولد شدند وزن کمتری داشتند و متابولیسم استروئید را تنظیم نکردند، که می‌تواند اثرات شدیدی بر رشد خلفی داشته باشد. این اختلالات ممکن است به دلیل تغییر الگوهای اپی ژنتیکی در مغز موش رخ دهد. و همچنین الگوی چاپ در جفت و کیسه زرده معنی دارتر است  و به دنبال آن دریافتند که بیان دو آللی Kcnq1ot1 با از دست دادن متیلاسیون در آلل مادری جایگاه KvDMR1 مرتبط است، که اغلب با سندرم انسانی Beckwith-Wiedemann (BWS) مرتبط است. این داده ها نشان می دهد که دستکاری تنها جنین باعث ایجاد الگوی نابجای ژن متیلاسیون می شود.
در پستانداران، در مرحله قبل از لانه گزینی، انواع مختلفی از سیگنال ها بین مادر و جنین تبادل می شود که تصور می شود برای رشد و لانه گزینی جنین حیاتی است. یکی از عوامل حیاتی این تبادل سیگنال برای توسعه قبل از کاشت، TGF-β است. 
برخی از عناصر مرتبط در مکانیسم های اپی ژنتیک مربوط به این فرآیند موارد زیر است:
برخی از انواع خاصی از ترانسپوزون ها که در برابر متیلاسیون پس از لقاح مقاوم هستند، مانند ذرات A intracisternal-A (IAPs)، رتروترانسپوزون های طولانی ترمینال تکرار شونده. جهش های De novo در توالی DNA جنین های قبل از لانه گزینی مانند: ناهنجاری های کروموزومی عددی و ساختاری، جهش های نقطه ای، تغییر واریانت شماره کپی (CNV) و تکرار/حذف ریزماهواره ها.اصلاح هیستون و کروماتین. داده‌های بسیار جدید تولید شده با استفاده از Caenorhabditis elegans شواهدی را برای انتقال حالت‌های کروماتین با واسطه گامت نر از طریق چندین دور تکثیر ارائه می‌کند.

### چشم انداز
هدف کلی تحقیقات تولید مثل حیوانات عمدتاً بهبود کارایی اصلاح نژادی، تولیدمثلی و تولیدی در هماهنگی با چالش‌های اکولوژیکی و سلامت حیوانات است. برای این منظور یکی از موضوعات ضروری، بررسی مکانیسم های ژنتیکی و اپی ژنتیکی است که رشد جنین قبل از لانه گزینی را در شرایط in vivo و in vitro کنترل می کند.تعداد تحقیقات موجود در حیوانات به طور قانع کننده ای نشان می دهد که ART به ویژه IVF، تغییرات اپی ژنتیکی قابل توجهی ایجاد می کند و بیان ژن های مختلف، به ویژه ژن های چاپ شده را تغییر می دهد.در نهایت، ما فکر می کنیم که یک نگرانی عمده این است که چگونه به والدینی که به دنبال تکنیک های IVF هستند اطلاعات واضح، عینی و محتاطانه ای از دانش در حال تکامل از خطرات احتمالی درگیر در این روش ارائه دهیم.